# Сен-Лу (Приморская Шаранта)
Сен-Лу (фр. Saint-Loup) — коммуна во Франции, находится в регионе Пуату — Шаранта. Департамент коммуны — Приморская Шаранта. Входит в состав кантона Тонне-Бутон. Округ коммуны — Сен-Жан-д’Анжели.
Код INSEE коммуны — 17356.

## Население
Население коммуны на 2010 год составляло 295 человек.
| 1962 | 1968 | 1975 | 1982 | 1990 | 1999 | 2010 |
| ---- | ---- | ---- | ---- | ---- | ---- | ---- |
| 403  | 327  | 267  | 252  | 274  | 273  | 295  |